# مقدمه: پرسونا
«پرسونا» (به انگلیسی: Intro: Persona) ترانه‌ای از گروه پسرانهٔ کره‌ای بی‌تی‌اس است که توسط آراِم رپ‌خوانی شده‌است. این قطعه در ۱۲ آوریل ۲۰۱۹ به‌صورت دیجیتال، به‌همراه آلبوم چندآهنگهٔ نقشهٔ روح: پرسونا منتشر شد و سپس در آلبوم استودیویی ۲۰۲۰ گروه، نقشهٔ روح: ۷ قرار گرفت.

## بازخورد
ناتالی مورین از ریفاینری۲۹ این ترانه را رنگارنگ و پرانرژی نامید و کلی وین از نیوزویک گفت: این قطعه «آغازگری مناسب» برای آلبوم و «جسور و بی‌پروا» است.

## جداول
| جدول (۲۰۱۹)               | بالاترین موقعیت |
| ------------------------- | --------------- |
| مجارستان (۴۰ تک‌آهنگ برتر) | ۱۷              |
| لیتوانی (آگاتا)           | ۳۹              |
| مالزی (آرآی‌ام)            | ۱۴              |
| کرهٔ جنوبی (گائون)         | ۳۴              |
| مستقل بریتانیا (اوسی‌سی)   | ۱۷              |